# Novgorodska prva kronika
Novgorodska prva kronika (rusko Новгородская первая летопись) ali Kronika Novgoroda 1016-1471 je najstarejši ohranjeni letopis Novgorodske republike. Novgorodska kronika se precej razlikuje od Kijevske prve kronike. Aleksej Aleksandrovič Šahmatov razliko razlaga s tem, da se je Prvi kijevski kodeks (Начальный Киевский свод) iz poznega 11. stoletja, ki je vseboval mnogo pomembnih podatkov, izgubil.
Najstarejša ohranjena kopija rokopisa kronike je tako imenovani Sinodski rokopis (zvitek) iz druge polovice 13. stoletja, ki je bil prvič natisnjen leta 1841 in se sedaj hrani v Državnerm zgodovinskem muzeju v Moskvi. Sinodski rokopis je tudi najstarejši rokopis obširne Vzhodnoslovanske kronike, saj je kakšnih sto let starejši od Lavrentijevega kodeksa. V 14. stoletju so pisanje Sinodskega rokopisa nadaljevali menihi iz samostana sv. Jurija v Novgorodu. 
Druge pomembne mlajše kopije Novgorodske prve kronike so:
- Akademski rokopis (1441, 320 listov)[2]
- Komisijski rokopis (1439-1447, 241 listov, 55 listov je bilo dodanih leta 1783 iz raznih drugih virov)[3]
- Rokopis svete Trojice (1560. leta, 76 listov, konča se z letom 1015)[4]
- Tolstojev rokopis (1720. leta, 208 listov, prepis Akadamskega rokopisa)[5]
- Voroncovov rokopis (1820, kopija predelanega Akademskega rokopisa)[6]

## Elektronske izdaje
- The Chronicle of Novgorod 1016-1471. Intr. C. Raymond Beazley, A. A. Shakhmatov (London, 1914)
- Fotokopije teksta v sodobnem pravopisu
- Predgovor in tekst (izdaja iz leta 2000)
- Predgovor in tekst (izdaja iz leta 1950